# ポール・レヴィ (数学者)
ポール・ピエール・レヴィ (1886年9月15日 – 1971年12月15日)は、フランスの数学者である。専門は確率論で、マルチンゲール、Lévy flight、Lévy process、Lévy measure、Lévy's constant、レヴィ分布、Lévy skew alpha-stable distribution、Lévy area、Lévy arcsine law、フラクタルにおける レヴィC曲線など多くの業績を残している。
レヴィはパリでエコール・ポリテクニークの試験官であったルシアン・レヴィ（Lucien Lévy）のもとに生まれ、彼自身もエコール・ポリテクニークに進学した。1905年、学部生であった19歳で最初の論文を発表した。ジャック・アダマールのもとに学んでいる。卒業後は軍組織に就職し、その後3年間パリ国立高等鉱業学校に移り、1913年には教授となる。
第一次世界大戦中は仏軍で数理解析の仕事に携わる。1920年、エコール・ポリテクニークの数理教授となる。レヴィのもとで、ブノワ・マンデルブロやGeorges Matheronらが学んだ。レヴィは1959年引退するまで一生をエコール・ポリテクニークで過ごした。第二次世界大戦中1940年にはヴィシー政権によるユダヤ人並びに外来者に対する法によって解雇されている。
レヴィは数々の賞を手にしており、科学アカデミー (フランス)の会員であり、ロンドン数学会の名誉会員であった。

## 著作
- 1922年 – Lecons d'analyse Fonctionnelle
- 1925年 – Calcul des probabilités
- 1937年 – Théorie de l'addition des variables aléatoires
- 1948年 – Processus stochastiques et mouvement brownien
- 1954年 – Le mouvement brownien
- 1970年 - Quelques aspects de la pensée d’un mathématicien
  - （邦訳）『一確率論研究者の回想』飛田武幸・山本喜一訳、岩波書店、1973年。NDLJP:12623208。